# Idaea atrorubra
Idaea atrorubra är en fjärilsart som beskrevs av Taco Hajo van Wisselingh 1967. Idaea atrorubra ingår i släktet Idaea och familjen mätare. Inga underarter finns listade i Catalogue of Life.